# Ilex cochinchinensis
Ilex cochinchinensis là một loài thực vật có hoa trong họ Aquifoliaceae. Loài này được (Lour.) Loes. mô tả khoa học đầu tiên năm 1901.